# Kheri
Kheri es un pueblo y nagar Panchayat situado en el distrito de Lakhimpur Kheri en el estado de Uttar Pradesh (India). Su población es de 33355 habitantes (2011). 

## Demografía
Según el censo de 2011 la población de Kheri era de 33355 habitantes, de los cuales 17312 eran hombres y 16043 eran mujeres. Kheri tiene una tasa media de alfabetización del 60,93%, inferior a la media estatal del 67,68%: la alfabetización masculina es del 65,01%, y la alfabetización femenina del 56,49%.